# Verein für Rasensport Wormatia Worms 1978-1979
Questa voce raccoglie le informazioni riguardanti il Verein für Rasensport Wormatia Worms nelle competizioni ufficiali della stagione 1978-1979.

## Stagione
Nella stagione 1978-1979 il Wormatia, allenato da Eckhard Krautzun, Özcan Arkoç e Bernd Fischer, concluse il campionato di 2. Bundesliga al 3º posto. In Coppa di Germania il Wormatia fu eliminato al secondo turno dal Hertha Berlino.

## Rosa
| N. |                     | Ruolo | Calciatore           |
| -- | ------------------- | ----- | -------------------- |
|    | Germania (bandiera) | P     | Karl-Heinz Strohfuß  |
|    | Germania (bandiera) | P     | Hans Wulf            |
|    | Germania (bandiera) | D     | Helmut Eckstein      |
|    | Germania (bandiera) | D     | Walfried Günther     |
|    | Germania (bandiera) | D     | Harald Röhrenbeck    |
|    | Germania (bandiera) | D     | Heiner Schmieh       |
|    | Germania (bandiera) | D     | Hans-Dieter Seelmann |
|    | Serbia (bandiera)   | D     | Dragoslav Stepanović |
|    | Germania (bandiera) | D     | Helmut Zahn          |
|    | Germania (bandiera) | C     | Gerd Dier            |
|    | Germania (bandiera) | C     | Günther Gall         |

| N. |                     | Ruolo | Calciatore          |
| -- | ------------------- | ----- | ------------------- |
|    | Germania (bandiera) | C     | Peter Klag          |
|    | Germania (bandiera) | C     | Rolf Löb            |
|    | Germania (bandiera) | C     | Heinz Lubanski      |
|    | Germania (bandiera) | C     | Karl-Heinz Priester |
|    | Germania (bandiera) | C     | Horst Raubold       |
|    | Germania (bandiera) | C     | Klaus Spannenkrebs  |
|    | Germania (bandiera) | C     | Norbert Starzak     |
|    | Germania (bandiera) | C     | Heinz Wilhelmi      |
|    | Germania (bandiera) | A     | Egon Bihn           |
|    | Germania (bandiera) | A     | Walter Schuberth    |
|    | Germania (bandiera) | A     | Lothar Wesseler     |

## Organigramma societario
Area tecnica
- Allenatore: Bernd Fischer
- Allenatore in seconda:
- Preparatore dei portieri:
- Preparatori atletici:

## Calciomercato

### Sessione estiva
| Acquisti | Acquisti             | Acquisti              | Acquisti |
| R.       | Nome                 | da                    | Modalità |
| -------- | -------------------- | --------------------- | -------- |
| A        | Egon Bihn            | Eintracht Francoforte |          |
| C        | Günther Gall         | Fortuna Colonia       |          |
| D        | Dragoslav Stepanović | Eintracht Francoforte |          |
| A        | Lothar Wesseler      | Fortuna Colonia       |          |
| C        | Heinz Wilhelmi       | Kaiserslautern        |          |
| P        | Hans Wulf            | Schwarz-Weiß Essen    |          |

| Cessioni | Cessioni       | Cessioni         | Cessioni |
| R.       | Nome           | a                | Modalità |
| -------- | -------------- | ---------------- | -------- |
| P        | Gerhard Christ | VfR Mannheim     |          |
| A        | Uli Horn       | Magonza          |          |
| A        | Lorenz Horr    | Waldhof Mannheim |          |

### Sessione invernale
| Acquisti | Acquisti        | Acquisti | Acquisti |
| R.       | Nome            | da       | Modalità |
| -------- | --------------- | -------- | -------- |
| D        | Helmut Eckstein | Würzburg |          |

| Cessioni | Cessioni       | Cessioni         | Cessioni |
| R.       | Nome           | a                | Modalità |
| -------- | -------------- | ---------------- | -------- |
| A        | Werner Seubert | Wacker Innsbruck |          |
| C        | Niels Poulsen  | Monaco 1860      |          |
| P        | Thomas Zander  | Monaco 1860      |          |

## Risultati

### 2. Bundesliga

#### Girone di andata
| Arbitro: | Filla |

|  |           |                           |
|  | Marcatori | 20’ Seubert 69’ Schuberth |

| Arbitro: | Boos |

|  |           |                   |
|  | Marcatori | 67’, 82’ Harforth |

| Arbitro: | Binninger |

|                              |           |                     |
| Seubert 48’, 67’ (rig.), 77’ | Marcatori | 20’ Völler 80’ Bitz |

| Arbitro: | Hontheim |

|            |           |          |
| Erhart 28’ | Marcatori | 72’ Klag |

| Arbitro: | Hellwig |

|                                            |           |               |
| Seubert 25’ Wilhelmi 54’ Bihn 56’ Zahn 74’ | Marcatori | 81’ Kirschner |

| Arbitro: | Könen |

|            |           |             |
| Traser 30’ | Marcatori | 37’ Seubert |

| Arbitro: | Joos |

|                      |           |  |
| Klag 28’ Poulsen 76’ | Marcatori |  |

| Arbitro: | Luca |

|           |           |                       |
| Knapp 45’ | Marcatori | 12’ Lubanski 43’ Klag |

| Arbitro: | Sahner |

|                                                         |           |  |
| Bihn 10’ Poulsen 34’ Seubert 66’, 84’, 88’ Seelmann 68’ | Marcatori |  |

| Arbitro: | Huster |

|          |           |                           |
| Ganz 28’ | Marcatori | 15’, 72’ Seubert 73’ Dier |

| Arbitro: | Brückner |

|                       |           |            |
| Seubert 19’, 66’, 85’ | Marcatori | 20’ Bührer |

| Arbitro: | Kuhn |

|                           |           |                  |
| Genz 36’ Oleknavicius 63’ | Marcatori | 69’ (aut.) Bordt |

| Arbitro: | Ross |

|                              |           |             |
| Dier 3’ Bihn 31’ Seubert 89’ | Marcatori | 71’ Posniak |

| Arbitro: | Wilhelmi |

|            |           |                  |
| Henkes 57’ | Marcatori | 17’, 69’ Seubert |

| Arbitro: | Theobald |

|             |           |  |
| Seubert 78’ | Marcatori |  |

| Arbitro: | Walz |

|                                 |           |          |
| Weißberger 37’, 89’ Stöckle 76’ | Marcatori | 84’ Klag |

| Arbitro: | Bodmer |

|             |           |               |
| Seubert 90’ | Marcatori | 76’ Bruckhoff |

| Arbitro: | Luca |

|  |           |          |
|  | Marcatori | 81’ Bihn |

| Arbitro: | Dölfel |

|                    |           |                               |
| Schuberth 32’, 42’ | Marcatori | 9’ Heselschwerdt 13’ Stichler |

#### Girone di ritorno
| Worms 13 gennaio 1979 20ª giornata | Wormatia Worms | 0 – 0 referto | Friburgo | Wormatia-Stadion (4 000 spett.)\| Arbitro: \| Gschwender \| |
| Arbitro:                           | Gschwender     |               |          |                                                             |

| Arbitro: | Walz |

|                      |           |  |
| Busch 3’ Schüler 19’ | Marcatori |  |

| Arbitro: | Schmoock |

|  |           |                            |
|  | Marcatori | 41’ Wesseler 71’ Schuberth |

| Arbitro: | Huster |

|                            |           |            |
| Wesseler 34’, 76’ Klag 55’ | Marcatori | 65’ Warken |

| Arbitro: | Vielsack |

|                               |           |  |
| Hinterberger 20’ Heinlein 40’ | Marcatori |  |

| Arbitro: | Linn |

|  |           |          |
|  | Marcatori | 47’ Denz |

| Arbitro: | Hellwig |

|                         |           |          |
| Breuer 50’ Sommerer 70’ | Marcatori | 89’ Bihn |

| Arbitro: | Ross |

|                               |           |  |
| Zahn 40’ Starzak 67’ Bihn 73’ | Marcatori |  |

| Arbitro: | Clajus |

|          |           |  |
| Jörg 26’ | Marcatori |  |

| Arbitro: | Schmidhuber |

|                                |           |  |
| Wesseler 5’, 71’ Dier 59’, 61’ | Marcatori |  |

| Friburgo in Brisgovia 8 aprile 1979 30ª giornata | Freiburger | 0 – 0 referto | Wormatia Worms | Möslestadion (2 000 spett.)\| Arbitro: \| Dellwing \| |
| Arbitro:                                         | Dellwing   |               |                |                                                       |

| Arbitro: | Ermer |

|                                        |           |  |
| Bihn 16’, 77’ Wesseler 22’, 90’ (rig.) | Marcatori |  |

| Arbitro: | Theobald |

|           |           |                       |
| Klein 31’ | Marcatori | 56’ Klag 82’ Seelmann |

| Arbitro: | Dellwing |

|                                       |           |  |
| Bihn 59’, 82’, 83’ (rig.) Raubold 70’ | Marcatori |  |

| Arbitro: | Aldinger |

|                         |           |          |
| Metzger 2’ Hofeditz 60’ | Marcatori | 17’ Dier |

| Arbitro: | Sahner |

|               |           |           |
| Klag 32’, 58’ | Marcatori | 11’ Stöhr |

| Würzburg 19 maggio 1979 36ª giornata | FV Würzburg 04 | 0 – 0 referto | Wormatia Worms | Stadion an der Frankfurter Straße (400 spett.)\| Arbitro: \| Linn \| |
| Arbitro:                             | Linn           |               |                |                                                                      |

| Worms 2 giugno 1979 37ª giornata | Wormatia Worms | 0 – 0 referto | Eintracht Treviri | Wormatia-Stadion (1 500 spett.)\| Arbitro: \| Treib \| |
| Arbitro:                         | Treib          |               |                   |                                                        |

| Arbitro: | Regneri |

|  |           |              |
|  | Marcatori | 41’ Wesseler |

### Coppa di Germania
| Arbitro: | Haubner |

|                                       |           |                            |
| Seubert 42’, 57’ Klag 49’ Günther 78’ | Marcatori | 58’ Michalski 80’ Odenthal |

| Arbitro: | Linn |

|                    |           |               |
| Seubert 25’ (rig.) | Marcatori | 72’ Gersdorff |

| Arbitro: | Roth |

|                     |           |  |
| Beer 85’ Remark 90’ | Marcatori |  |

## Statistiche

### Statistiche di squadra
| Competizione      | Punti | In casa | In casa | In casa | In casa | In casa | In casa | In trasferta | In trasferta | In trasferta | In trasferta | In trasferta | In trasferta | Totale | Totale | Totale | Totale | Totale | Totale | DR  |
| Competizione      | Punti | G       | V       | N       | P       | Gf      | Gs      | G            | V            | N            | P            | Gf           | Gs           | G      | V      | N      | P      | Gf     | Gs     | DR  |
| ----------------- | ----- | ------- | ------- | ------- | ------- | ------- | ------- | ------------ | ------------ | ------------ | ------------ | ------------ | ------------ | ------ | ------ | ------ | ------ | ------ | ------ | --- |
| 2. Bundesliga     | 50    | 19      | 13      | 4       | 2       | 45      | 13      | 19           | 8            | 4            | 7            | 21           | 20           | 38     | 21     | 8      | 9      | 66     | 33     | +33 |
| Coppa di Germania | -     | 2       | 1       | 1       | 0       | 5       | 3       | 1            | 0            | 0            | 1            | 0            | 2            | 3      | 1      | 1      | 1      | 5      | 5      | 0   |
| Totale            | 50    | 21      | 14      | 5       | 2       | 50      | 16      | 20           | 8            | 4            | 8            | 21           | 22           | 41     | 22     | 9      | 10     | 71     | 38     | +33 |

### Andamento in campionato
| Giornata  | 1 | 2  | 3 | 4 | 5 | 6 | 7 | 8 | 9 | 10 | 11 | 12 | 13 | 14 | 15 | 16 | 17 | 18 | 19 | 20 | 21 | 22 | 23 | 24 | 25 | 26 | 27 | 28 | 29 | 30 | 31 | 32 | 33 | 34 | 35 | 36 | 37 | 38 |
| --------- | - | -- | - | - | - | - | - | - | - | -- | -- | -- | -- | -- | -- | -- | -- | -- | -- | -- | -- | -- | -- | -- | -- | -- | -- | -- | -- | -- | -- | -- | -- | -- | -- | -- | -- | -- |
| Luogo     | T | C  | C | T | C | T | C | T | C | T  | C  | T  | C  | T  | C  | T  | C  | T  | C  | C  | T  | T  | C  | T  | C  | T  | C  | T  | C  | T  | C  | T  | C  | T  | C  | T  | C  | T  |
| Risultato | V | P  | V | N | V | N | V | V | V | V  | V  | P  | V  | V  | V  | P  | N  | V  | N  | N  | P  | V  | V  | P  | P  | P  | V  | P  | V  | N  | V  | V  | V  | P  | V  | N  | N  | V  |
| Posizione | 4 | 11 | 7 | 7 | 4 | 5 | 4 | 3 | 2 | 1  | 1  | 1  | 1  | 1  | 1  | 1  | 1  | 1  | 1  | 2  | 3  | 3  | 3  | 3  | 4  | 4  | 4  | 4  | 3  | 3  | 3  | 3  | 3  | 3  | 3  | 3  | 3  | 3  |

Legenda:

Luogo: C = Casa; T = Trasferta. Risultato: V = Vittoria; N = Pareggio; P = Sconfitta.

### Statistiche dei giocatori
| Giocatore       | 2. Bundesliga | 2. Bundesliga | 2. Bundesliga | 2. Bundesliga | Coppa di Germania | Coppa di Germania | Coppa di Germania | Coppa di Germania | Totale   | Totale | Totale      | Totale     |
| Giocatore       | Presenze      | Reti          | Ammonizioni   | Espulsioni    | Presenze          | Reti              | Ammonizioni       | Espulsioni        | Presenze | Reti   | Ammonizioni | Espulsioni |
| --------------- | ------------- | ------------- | ------------- | ------------- | ----------------- | ----------------- | ----------------- | ----------------- | -------- | ------ | ----------- | ---------- |
| E. Bihn         | 33            | 11            | 3             | 0             | 2                 | 0                 | 1                 | 0                 | 35       | 11     | 4           | 0          |
| G. Dier         | 29            | 5             | 5             | 0             | 2                 | 0                 | 0                 | 0                 | 31       | 5      | 5           | 0          |
| H. Eckstein     | 13            | 0             | 2             | 0             | 0                 | 0                 | 0                 | 0                 | 13       | 0      | 2           | 0          |
| G. Gall         | 2             | 0             | 0             | 0             | 0                 | 0                 | 0                 | 0                 | 2        | 0      | 0           | 0          |
| W. Günther      | 35            | 0             | 9             | 0             | 3                 | 1                 | 0                 | 0                 | 38       | 1      | 9           | 0          |
| P. Klag         | 35            | 8             | 6             | 0             | 3                 | 1                 | 1                 | 0                 | 38       | 9      | 7           | 0          |
| H. Lubanski     | 10            | 1             | 0             | 0             | 1                 | 0                 | 0                 | 0                 | 11       | 1      | 0           | 0          |
| R. Löb          | 3             | 0             | 0             | 0             | 0                 | 0                 | 0                 | 0                 | 3        | 0      | 0           | 0          |
| N. Poulsen      | 19            | 2             | 0             | 0             | 3                 | 0                 | 0                 | 0                 | 22       | 2      | 0           | 0          |
| K. Priester     | 0             | 0             | 0             | 0             | 0                 | 0                 | 0                 | 0                 | 0        | 0      | 0           | 0          |
| H. Raubold      | 35            | 1             | 2             | 0             | 2                 | 0                 | 0                 | 0                 | 37       | 1      | 2           | 0          |
| H. Röhrenbeck   | 0             | 0             | 0             | 0             | 0                 | 0                 | 0                 | 0                 | 0        | 0      | 0           | 0          |
| H. Schmieh      | 26            | 0             | 3             | 1             | 2                 | 0                 | 0                 | 0                 | 28       | 0      | 3           | 1          |
| W. Schuberth    | 20            | 4             | 0             | 0             | 3                 | 0                 | 0                 | 0                 | 23       | 4      | 0           | 0          |
| H. Seelmann     | 27            | 2             | 5             | 0             | 1                 | 0                 | 0                 | 0                 | 28       | 2      | 5           | 0          |
| W. Seubert      | 18            | 19            | 1             | 0             | 3                 | 3                 | 0                 | 0                 | 21       | 22     | 1           | 0          |
| K. Spannenkrebs | 3             | 0             | 0             | 0             | 1                 | 0                 | 0                 | 0                 | 4        | 0      | 0           | 0          |
| N. Starzak      | 20            | 1             | 2             | 0             | 1                 | 0                 | 0                 | 0                 | 21       | 1      | 2           | 0          |
| D. Stepanović   | 31            | 0             | 2             | 1             | 2                 | 0                 | 0                 | 0                 | 33       | 0      | 2           | 1          |
| K. Strohfuß     | 0             | 0             | 0             | 0             | 0                 | 0                 | 0                 | 0                 | 0        | 0      | 0           | 0          |
| L. Wesseler     | 17            | 8             | 1             | 0             | 0                 | 0                 | 0                 | 0                 | 17       | 8      | 1           | 0          |
| H. Wilhelmi     | 21            | 1             | 3             | 0             | 1                 | 0                 | 0                 | 0                 | 22       | 1      | 3           | 0          |
| H. Wulf         | 19            | 0             | 0             | 0             | 0                 | 0                 | 0                 | 0                 | 19       | 0      | 0           | 0          |
| H. Zahn         | 36            | 2             | 3             | 0             | 3                 | 0                 | 0                 | 0                 | 39       | 2      | 3           | 0          |
| T. Zander       | 19            | 0             | 1             | 0             | 3                 | 0                 | 1                 | 0                 | 22       | 0      | 2           | 0          |